# إيفانا براجكوفيتش
إيفانا براجكوفيتش مواليد 11 يناير 1993 في بلغراد، صربيا والجبل الأسود، هي لاعبة كرة سلة صربية. بدأت مسيرتها الاحترافية في سنة 2009. تلعب مع نادي كريف لكرة السلة للسيدات في الدوري الإسباني لكرة السلة للسيدات كلاعب وسط. وتحمل الرقم 14.

## الإنجازات
- الدوري الصربي لكرة السلة للسيدات (2): 2013-14، 2014-15
- الدوري الأدرياتيكي للسيدات (1): 2013-14

## روابط خارجية
- إيفانا براجكوفيتش على موقع كرة السلة الأوروبية.كوم (الإنجليزية)